# NBA 2K15
NBA 2K15 es un videojuego de baloncesto desarrollado por Visual Concepts y publicado por 2K Sports para PlayStation 3, PlayStation 4, Xbox 360, Xbox One, Microsoft Windows, Android e iOS.
El jugador de Oklahoma City Thunder Kevin Durant, cuatro veces máximo anotador de la NBA y MVP 2014 de la NBA es el jugador portada del videojuego.

## Contenido
El juego incluye un bonus pack pre-orden, que incluye 5.000 monedas virtuales (VC), 2 paquetes de tarjetas MyTeam, la elección de una tarjeta Internacional MyTeam o novato, y jerseys MyPlayer inspirados por Kevin Durant. El 6 de agosto de 2014, se anunció que la Crew estaría de regreso en el juego para las consolas de actual-gen, a continuación, el 7 de agosto, se anunció que el juego tendría un nuevo modo llamado MyLeague, que es similar al modo GM de NBA 2K14.

## Nuevas características

### Escaneo de cara
La nueva función de NBA 2K15 permite a los jugadores escanear su propia cara en el juego para crear sus propios jugadores, utilizando la cámara PlayStation en PlayStation 4 o el Kinect en Xbox One. El proceso del detector en 3D crea una interpretación realista de la cara de los jugadores para hacer su experiencia en el juego lo más real posible (el proceso dura unos 30 segundos).

### Modo MI LIGA
Tras desaparecer numerosas opciones en el paso de NBA 2K14 a las consolas de nueva generación, en 2K15 reaparece un mejorado modo de juego en el que podremos llegar a jugar hasta 80 temporadas, manejando a todos los equipos que queramos. Este modo de juego es absolutamente editable (negociaciones con jugadores, calendario, composición de la liga...), y hasta podemos incluir a los equipos de la Euroliga.

## Versiones

### Para PC
El 13 de agosto de 2014, se anunció que la versión para PC tendría las mismas características y mejores gráficos que en las versiones de Xbox One y PS4.

### Para móviles
La aplicación MyNBA2K15, desarrollada por 2K Games, Inc., salió a descarga el mismo día del lanzamiento del juego.

## Equipos

### NBA

#### Conferencia este
|  | División Atlántico Boston Celtics New York Knicks Toronto Raptors Brooklyn Nets Philadelphia 76ers | División Central Chicago Bulls Cleveland Cavaliers Detroit Pistons Indiana Pacers Milwaukee Bucks | División Sureste Miami Heat Washington Wizards Charlotte Hornets Orlando Magic Atlanta Hawks |

#### Conferencia oeste
|  | División Noroeste Oklahoma City Thunder Portland Trail Blazers Denver Nuggets Minnesota Timberwolves Utah Jazz | División Pacífico Los Angeles Lakers Los Angeles Clippers Golden State Warriors Phoenix Suns Sacramento Kings | División Suroeste San Antonio Spurs Dallas Mavericks Houston Rockets Memphis Grizzlies New Orleans Pelicans |

### Euroliga
|  | Alemania Alba Berlin Bayern Munich (nuevo) Brose Baskets (nuevo) | España FC Barcelona Real Madrid Laboral Kutxa Unicaja | Francia Nanterre (nuevo) Strasbourg (nuevo) | Grecia Olympiacos Panathinaikos | Israel Maccabi | Italia Montepaschi Emporio Armani |

|  | Lituania Lietuvos (nuevo) Žalgiris | Polonia Stelmet (nuevo) | Rusia Lokomotiv (nuevo) CSKA | Serbia Telekom (nuevo) Partizan (nuevo) | Ucrania Budivelnyk (nuevo) | Turquía Anadolu Fenerbahçe Galatasaray (nuevo) |

## Banda sonora
Esta es una lista de la banda sonora original del videojuego elegida por Pharrell Williams.
| - A Tribe Called Quest ft. Leaders of the New School – “Scenario” - Afrika Bambaataa & Soulsonic Force – “Planet rock” - Basement Jaxx – “Hot 'n cold" - Black Rebel Motorcycle Club – “River styx” - Busta Rhymes – “Dangerous” - Clipse – “Grindin'” - Death from Above 1979 – “Romantic rights” - Depeche Mode – “Personal Jesus” - Junior – “Mama used to say” - Lauryn Hill – “Doo wop (That thing)” - Lorde – “Team” - Major Lazer ft. Pharrell Williams – “Aerosol can” - Missy Elliott – “On & on” | - No Doubt – “Spiderwebs” - OneRepublic – “Love runs out” - Pharrell Williams – “Hunter” - Pharrell Williams ft. Gwen Stefani – “Can I have it like that” - Pharrell Williams – “How does it feel?” - Public Enemy – “Shut 'em down (Pete Rock Remix)” - Ratatat – “Seventeen years” - Red Hot Chili Peppers – “Suck my kiss” - Santigold ft. Switch & Freq Nasty – “Creator” - Snoop Dogg ft. Pharrell Williams – “Drop it like it's hot” - Strafe – “Set it off” - The Black Keys – “Everlasting light” - The Rapture – “House of jealous lovers” - The Strokes – “Under cover of darkness” |

## Recepción
NBA 2K15 recibió críticas "generalmente positivas" de parte de los críticos, según Metacritic, una página de reseñas.
Josiah Renaudin de GameSpot le dio al juego un 9/10, alabando el esquema de control, la presentación realista y las animaciones, el nivel de personalización sin igual y el útil medidor de disparos, pero afirmó que la actualización visual no es tan drástica como la NBA 2K14.
Mike Mitchell de IGN elogió los excelentes gráficos, el control suave y el modo MyCareer mejorado, pero criticó los severos problemas del servidor y ocasionalmente el escaneo facial roto. USA Today dijo que el juego presentaba el mejor argumento sobre cualquier otro videojuego de deportes.
Andrew Fitch de Electronic Gaming Monthly le dio al juego un 6/10; afirmó en su reseña que el juego ofrece una sólida experiencia básica de básquetbol, particularmente con el modo MyCareer, que presenta voces reales de jugadores de la NBA, pero critica que el componente en línea y el servidor defectuoso, que hacen que el juego no se pueda jugar, arruina la experiencia general.